# Домбје (град)
Домбје (пољ. Dąbie) град је у Пољској у Војводству великопољском. По подацима из 2012. године број становника у месту је био 2099.
.

## Становништво
| 2012. |
| ----- |
| 2.099 |